# Wagen mit öffnungsfähigem Dach
Die Eisenbahngüterwagen mit öffnungsfähigem Dach mit dem Gattungsbuchstaben „T“ machen etwa ein Sechstel aller Güterwagen in Deutschland aus. Die frühere deutsche Hauptgattung lautete „K“ bzw. „KK“. Die Typenbezeichnung an 5. Stelle der UIC-Wagennummer ist seit 1988 die „0“, bis dahin war es wie bei offenen Güterwagen die „5“.
Hauptsächlich werden sie zum Befördern von nässeempfindlichem Schüttgut wie Zement, Gips, Kalk, Kalisalz und Getreide genutzt. Die Beladung kann hierbei über Schüttvorrichtungen oder Fördereinrichtungen, die Entladung mittels Schwerkraft erfolgen. Daneben sind einige neuere Typen mit ebenem Wagenboden auch für den Transport kranbarer sperriger Stückgüter geeignet.
Bis heute gibt es vier verschiedene Konstruktionen öffnungsfähiger Dächer (die Jahreszahlen beziehen sich jeweils auf die DB):
- Die Klappdeckelwagen mit mehreren nach oben aufklappbaren „Dach“-Klappen (daher der Name) als älteste Bauart werden kaum noch eingesetzt. Ihr Nachteil besteht darin, dass das Dach durch die Stege, an denen die Klappen befestigt sind, nicht großflächig zu öffnen ist.
- Ab 1951 wurden deshalb Schiebedachwagen gebaut, bei denen jeweils die halbe Ladefläche hindernisfrei von oben zugänglich ist, indem ein Teil des zweiteiligen Dachs in Längsrichtung über den anderen Teil geschoben wird.
- Bei den ab 1958 eingesetzten Schwenkdachwagen kann die Ladefläche vollständig freigegeben werden, indem das Dach zur Längsseite des Wagens ausgeschwenkt wird. Nachteilig ist, dass bei einigen Typen das geöffnete Dach die Fahrzeugbegrenzungslinie nicht einhält und so das Nachbargleis blockieren kann.
- Die neueste Entwicklung stellen Rolldachwagen dar, die seit 1973 im Einsatz sind. Die Kunststoffrolldächer lassen sich zur Stirnseite hin komplett aufrollen, wodurch der gesamte Wagen von oben beladen werden kann.

Die Gesamtkonstruktion und der Verwendungszweck des Wagens werden jedoch viel mehr vom Wagenboden und den Wänden sowie den daraus folgenden Entlademöglichkeiten bestimmt. Diese Eigenschaften, welche auch mit Kennbuchstaben kodiert werden, bilden daher auch die Gliederungsgrundlage dieses Artikels.

## Wagen mit öffnungsfähigem Dach und ebenem Wagenboden

### Klappdeckelwagen mit ebenem Wagenboden

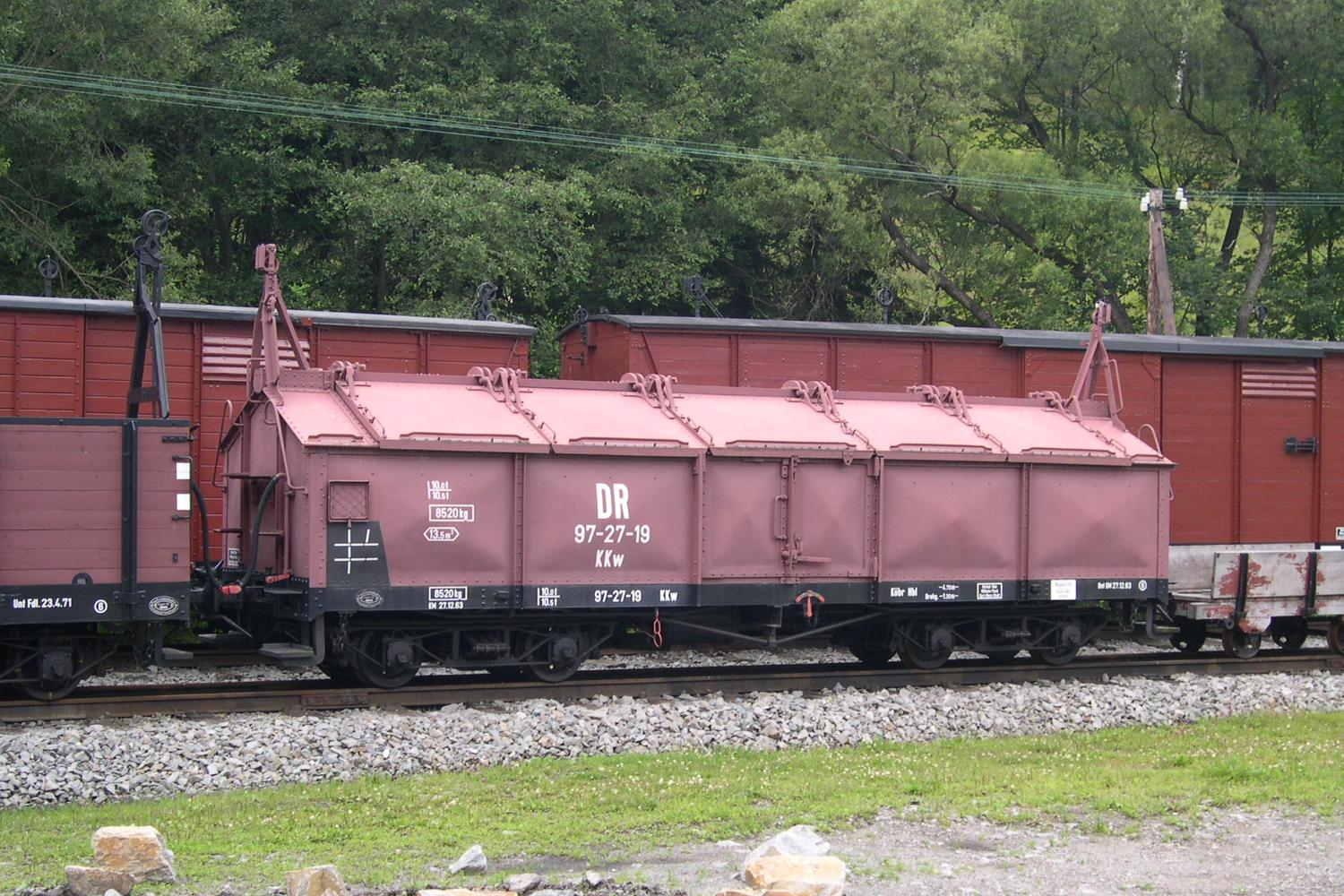
750-mm-schmalspuriger Klappdeckelwagen der sächsischen Schmalspurbahnen

Die klassischen Klappdeckelwagen für den Transport nässeempfindlicher Schüttgüter waren nur in relativ geringer Stückzahl im Vergleich zu anderen Güterwagenbauarten von den Bahnverwaltungen beschafft worden. Sie waren sowohl auf Regelspur als auch auf Schmalspurbahnen (z. B. sächsische Schmalspurbahnen) im Einsatz. Ihre Konstruktion lehnte sich jeweils eng an die zeitgenössischen offenen Güterwagen an.
Sie wurden von oben beladen und durch die seitlichen Türen analog zu den gedeckten Güterwagen entladen. Da diese Entladung mit aufwändiger manueller Arbeit verbunden war, wurde bereits in den 1920er Jahren nach Alternativen gesucht. Ab den 1950er-Jahren verdrängten die Selbstentladewagen mit Dach (s. u.) die Klappdeckelwagen vollständig aus ihrem ursprünglichen Einsatzgebiet. Die letzten Klappdeckelwagen in Großserie beschaffte die DR 1958.
Regelspurige Klappdeckelwagen sind in einigen Eisenbahnmuseen zu besichtigen, bei einigen sächsischen Schmalspurbahnen können sie gelegentlich auch bei speziellen Güterzugveranstaltungen im Betrieb erlebt werden.

### Schiebedachwagen und Schiebedach-Schiebewand-Wagen

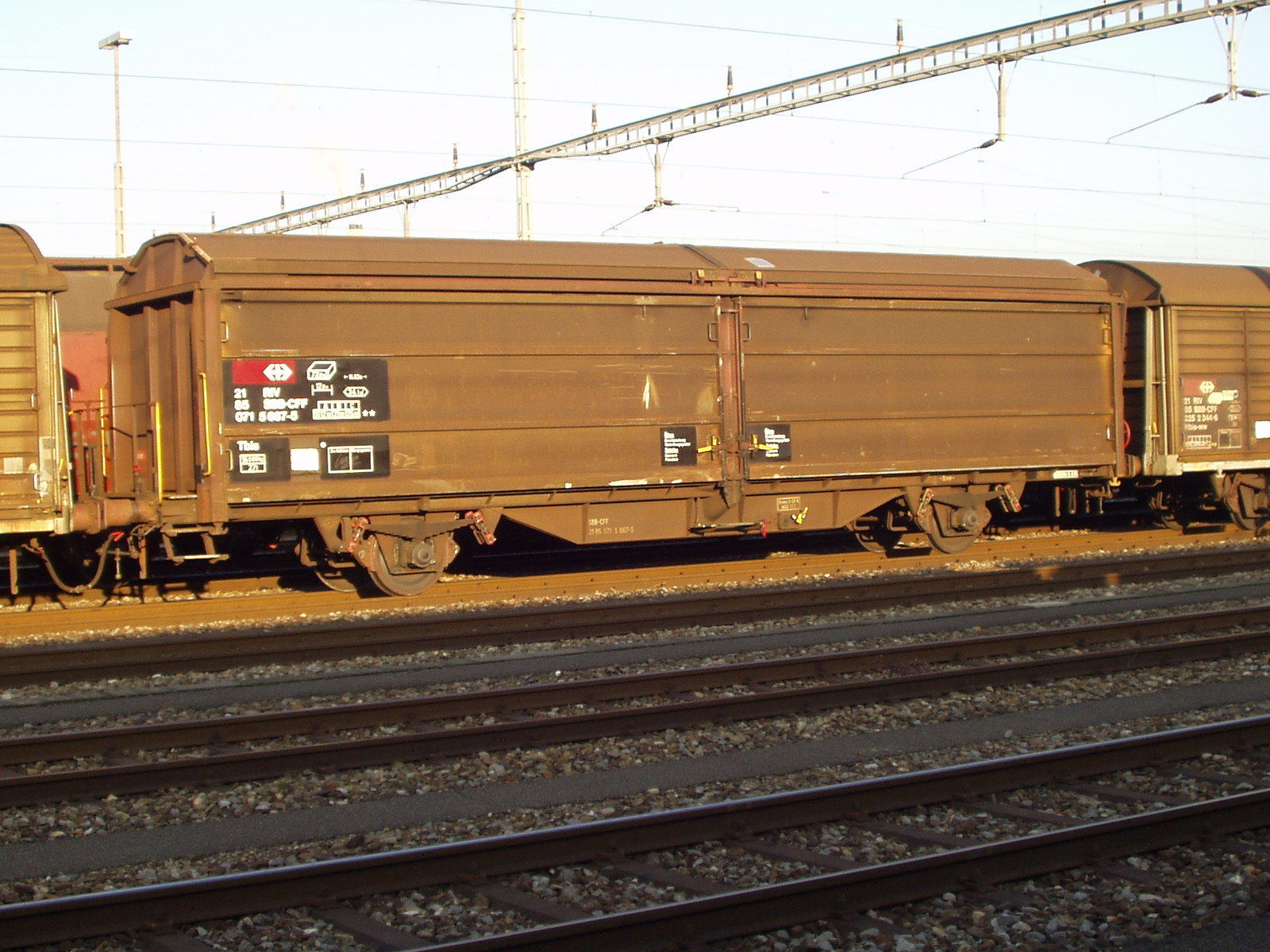
Gedeckter Güterwagen mit Schiebwänden und öffnungsfähigem Dach: Tbis

Die Schiebedachwagen entstanden für die DB ab den 1950er-Jahren. Sie stellten konstruktiv zunächst eine Weiterentwicklung der klassischen Klappdeckelwagen dar, waren jedoch nicht mehr für Schüttgüter, sondern vielmehr für sperrige nässeempfindliche Stückgüter vorgesehen. Diese können per Kran vertikal be- und entladen werden, wobei das in Wagenlängsrichtung verschiebbare Dach jeweils die halbe Ladefläche freigibt.
Bald ging man dazu über, die kleinen Seitentüren durch großflächige Schiebewände (Kennbuchstabe i) zu ersetzen, um auch die Be- und Entladung palettierter Güter durch Gabelstapler zu ermöglichen. Beispielsweise können die Wagen in einem Hafen direkt mit dem Kran vom Schiff aus beladen, am Bestimmungsbahnhof aber durch die Seitentüren entladen werden.
In den 1970er-Jahren stellte man fest, dass das bewegliche Dach für die palettierten Güter nur selten gebraucht wird, während für größere sperrige Güter die Schwenkdachwagen (s. u.) besser geeignet sind. Daher ging man bei den Schiebewandwagen zum festen Dach über, daraus entstanden ab 1977 die Schiebewandwagen.

### Schwenkdachwagen und Rolldachwagen mit ebenem Wagenboden
Für den Transport schwerer, sperriger und nässeempfindlicher Güter verfügt die DB seit 1964 über vierachsige Wagen mit beweglichem Dach. In der DDR entwickelte das Forschungs- und Entwicklungswerk Blankenburg (FEW) in Blankenburg (Harz) 1970 einen Prototyp, der ab 1975 im RAW „Einheit“ in Leipzig in Serie ging.
Bei der DB waren anfangs Schwenkdächer, die längs in der Mitte geteilt nach beiden Seiten ausschwenkten, im Einsatz. Um die Beeinträchtigung des Fahrzeugbegrenzungslinie bei geöffnetem Dach zu umgehen, ging man später zu Rolldächern über.
Konstruktiv sind die Wagen eng an die vierachsigen offenen Güterwagen der Regelbauart angelehnt. So entsprechen auch die Hauptmaße des UIC-standardisieren Rolldachwagens seinem offenen Pendant Ea(o)s:
| Norm              | UIC 571-3: Sonderbauart    |
| Bauart            | Vierachsiger Rolldachwagen |
| UIC-Bezeichnung   | Taems bis 1979: Taes       |
| ----------------- | -------------------------- |
| Drehzapfenabstand | 9,00 m                     |
| Länge über Puffer | 14,04 m                    |
| Ladelänge, mind.  | 12,40 m                    |
| Ladefläche, etwa  | 33 m²                      |
| Laderaum, etwa    | 74 m³                      |
| Eigenmasse, max.  | 24,0 t                     |
| Türen pro Seite   | 1                          |
| Türbreite         | 4,00 m                     |

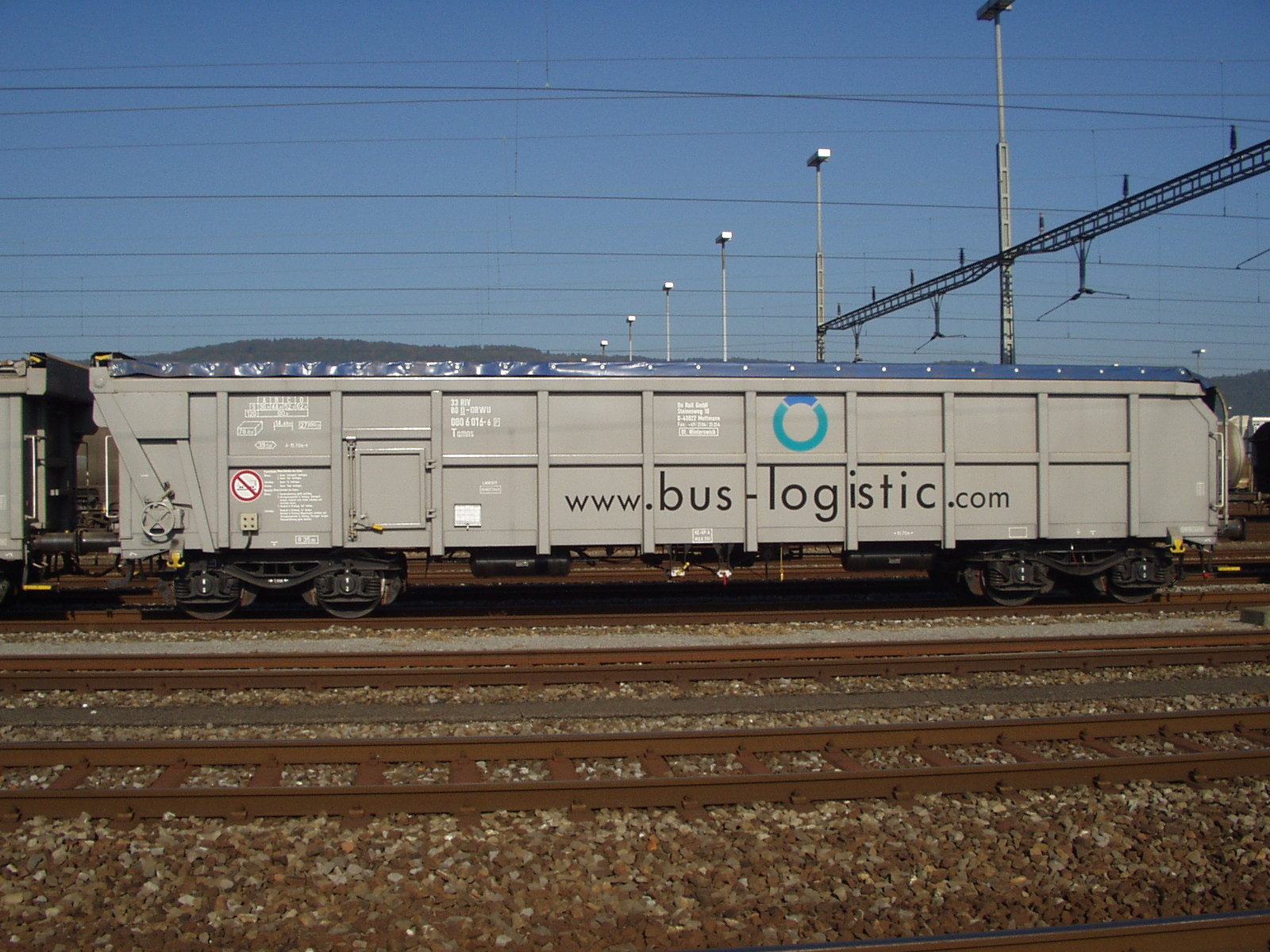
Rolldachwagen der Gattung Tamns

Die Schwenk- und Rolldachwagen mit ebenem Wagenboden zeichnen sich durch eine hohe Lastgrenze von mindestens 50 t aus und werden deshalb oft in der Schwerindustrie eingesetzt. Daneben sind sie auch für nässeempfindliches Schüttgut verwendbar, welches nach oben entladen werden soll. Sein Einsatzgebiet teilt sich dieser Wagentyp mit den Flachwagen mit Planen oder Hauben der Gattungen K, R und S.

## Güterwagen mit öffnungsfähigem Dach und Schwerkraftentladung
Um den Umschlag nässeempfindlicher Schüttgüter zu rationalisieren, ließ bereits die Deutsche Reichsbahn Selbstentladewagen mit Klappdeckeln bauen. Sie waren als Sattelwagen ausgebildet und ermöglichten damit eine schlagartige Schwerkraftentladung.
Seit 1958 werden Selbstentladewagen mit Schwenkdach in großer Zahl eingesetzt. Sie haben sowohl die Wagen mit öffnungsfähigem Dach und ebenem Wagenboden (s. o.) als auch die gedeckten Güterwagen der Regelbauart inzwischen aus dem Transport nässeempfindlicher Schüttgüter vollständig verdrängt.
Die meisten dieser Wagen ermöglichen eine seitlich hochliegende Entladung und entsprechen, wie die offenen Güterwagen mit Schwerkraftentladung, zwei Grundformen:
- Trichterwagen: Wagen mit trichterförmigem Wagenboden und dosierbarer Schwerkraftentladung (Gattung T…d…)
- Sattelwagen: Wagen mit sattelförmigem Wagenboden und schlagartiger Schwerkraftentladung (heute Gattung T…l…, bis 1979 T…d…)

Auch die Hauptmaße der beiden UIC-Einheitsgüterwagen sind denen der offenen Güterwagen (Fcs und Fals) identisch:
| Norm              | UIC 571-3: Sonderbauart                    | UIC 571-3: Sonderbauart                  |
| Bauart            | Zweiachsiger Trichterwagen mit Schwenkdach | Vierachsiger Sattelwagen mit Schwenkdach |
| UIC-Bezeichnung   | Tds                                        | Tals                                     |
| ----------------- | ------------------------------------------ | ---------------------------------------- |
| Achsstand         | 6,00 m                                     | −                                        |
| Drehzapfenabstand | −                                          | 7,50 m                                   |
| Länge über Puffer | 9,64 m                                     | 12,54 m                                  |
| Laderaum, etwa    | 38 m³                                      | 72 m³                                    |
| Eigenmasse, max.  | 13,5 t                                     | 15,5 t                                   |

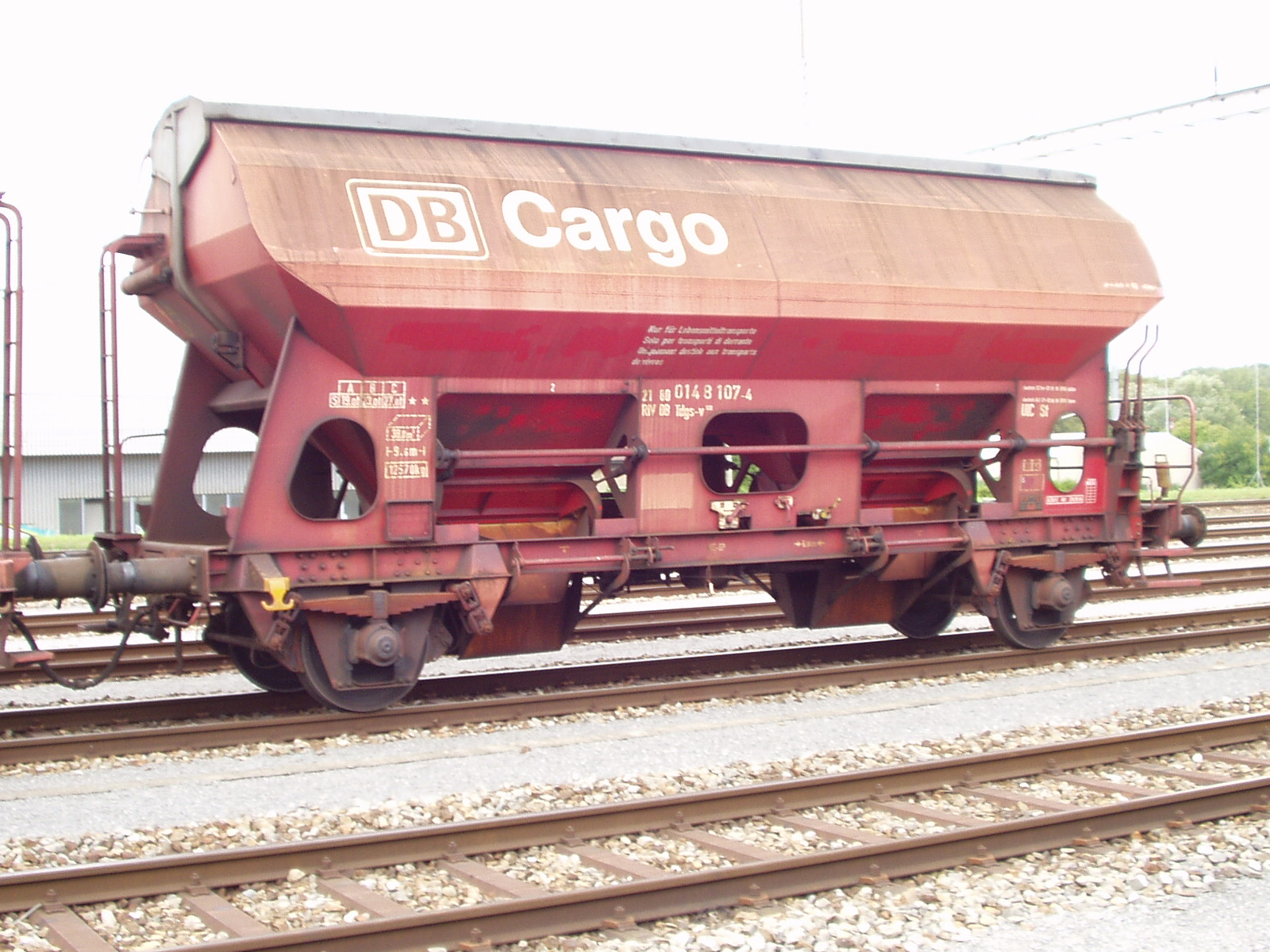
Tdgs: UIC-Standardwagen mit öffnungsfähigem Dach und seitlicher, dosierbarer Schwerkraftentladung für den Lebensmitteltransport (Zucker)

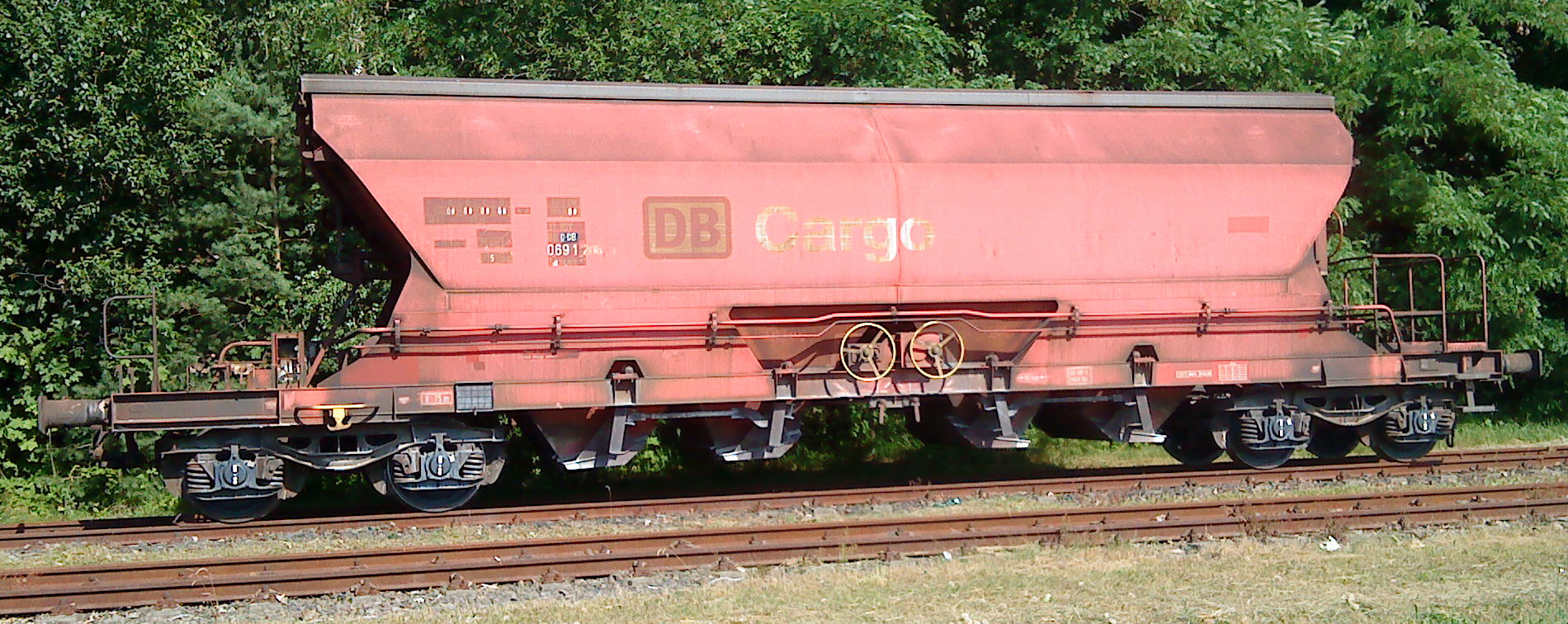
Tanoos^{896}: Wagen mit öffnungsfähigem Dach und mittig tief liegender, schlagartiger Schwerkraftentladung am Kaolinwerk Caminau

Die Wagen sind normalerweise für ein bestimmtes Ladegut reserviert, um das Reinigen nach jedem Entladevorgang zu umgehen, aber auch weil gewisse Güter eine Innenauskleidung des Laderaums erfordern, um ein Ankleben an den Wänden zu verhindern oder, bei Chemikalien, den Schutz der Wände vor Korrosion zu gewährleisten. Viele der Td-Wagen werden ausschließlich für Lebensmitteltransporte genutzt und tragen deshalb zusätzlich den Kennbuchstaben g.
Daneben existieren für bestimmte Einsatzzwecke spezielle Bauarten, beispielsweise mit mittig tiefliegender Schwerkraftendladung (Gattung T…oo…).
Der Übergang zu den U-Wagen ist fließend. Bereits wenn der Wagen keine Auslaufvorrichtung hat, die dem UIC-Standard entspricht, oder anstelle eines Daches nur Domdeckel zum Beladen hat, fällt er typenmäßig unter Sonderwagen. Viele französische Getreidewagen haben deshalb eine 9 anstelle der 0 in der Wagennummer.